# Chiesa di Santo Strato a Posillipo

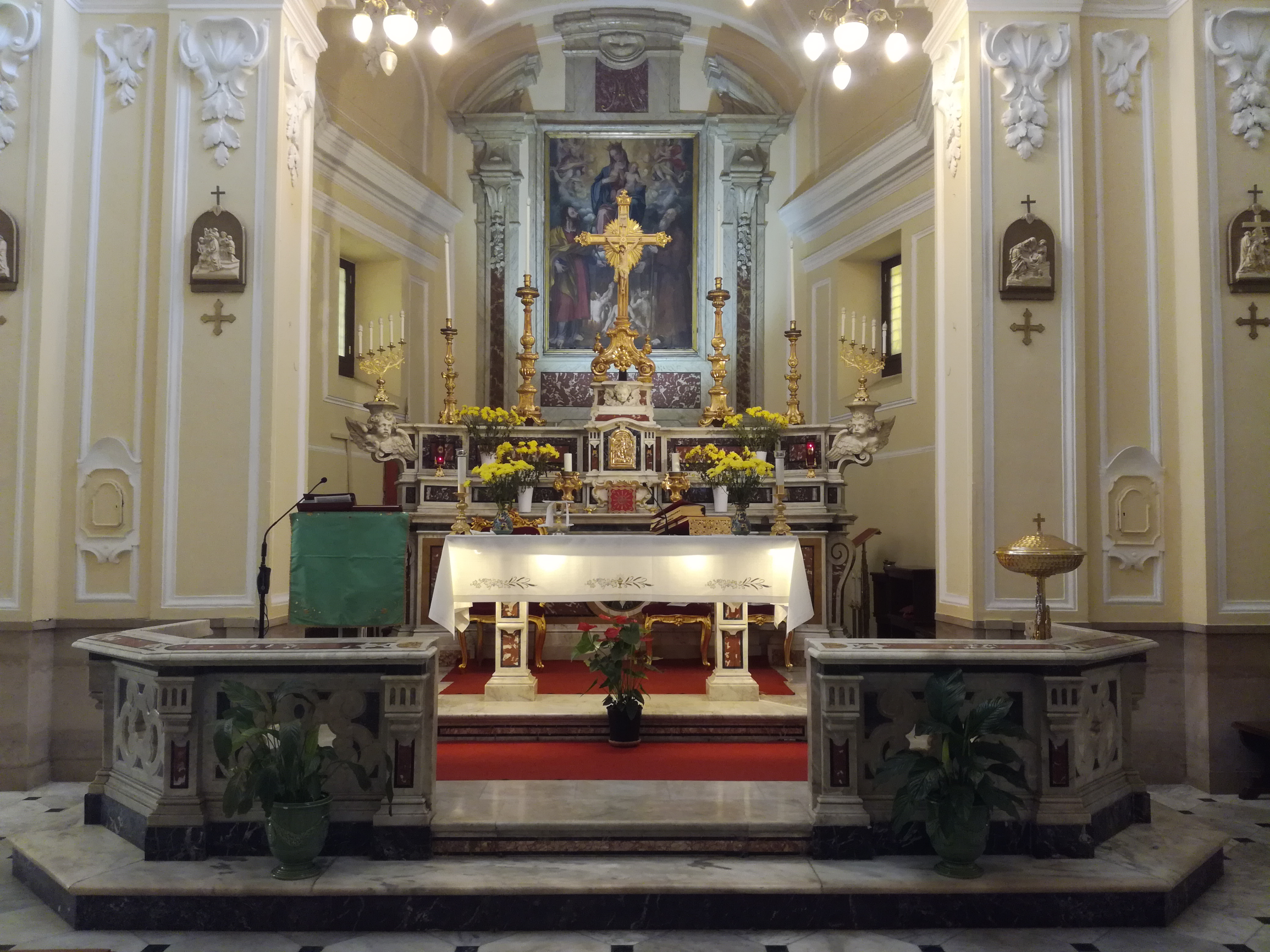
Altare maggiore

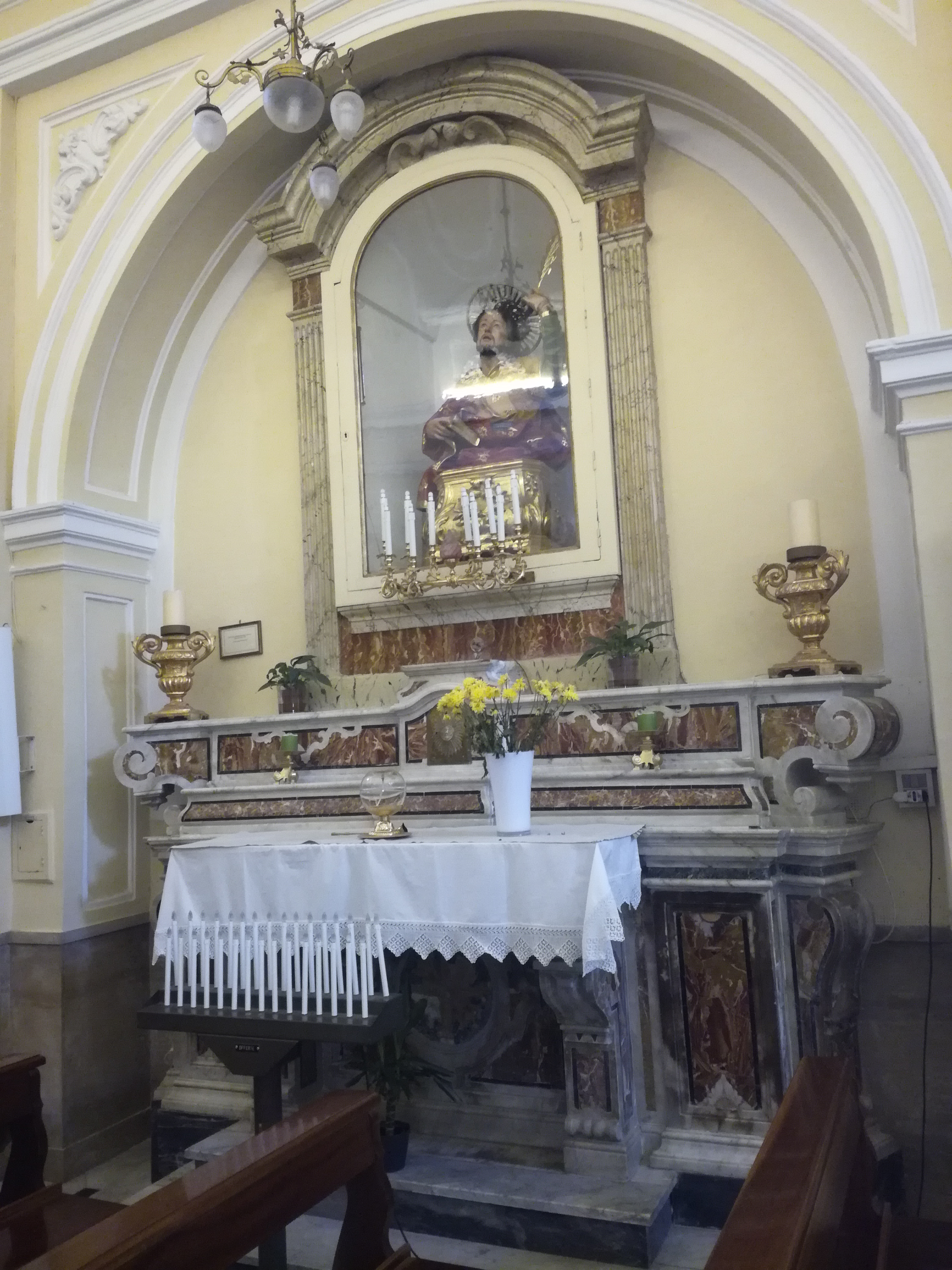
Busto di Santo Strato

La chiesa di Santo Strato a Posillipo è una storica chiesa di Napoli; si erge nel quartiere di Posillipo, nello storico borgo del Casale.
La sua intitolazione è associata al culto di Santo Stratone, una divinazione che era stata introdotta dalla comunità greca proveniente da Nicomedia.
La chiesa era una piccola cappella sita sulle rovine di una fabbrica romana; la tradizione vuole che fu trasformata in chiesa vera e propria nel 1266, da tre greci, che ricavarono il denaro necessario esibendosi come giocolieri tra le vie di Napoli. Fu ulteriormente ampliata e rimaneggiata nel 1572 da Lionardo Basso, l'abate della chiesa di San Giovanni Maggiore.
Al suo interno ci sono alcune opere d'arte di pregio, tra le quali la tavola cinquecentesca con la Madonna con il Bambino e i Santi Francesco da Paola e Strato posta dietro l'altare maggiore e il tardo seicentesco busto ligneo tradizionalmente attribuito a Giacomo Colombo, collocato su uno degli altari laterali. 
La chiesa è sede del culto di Santo Strato, patrono di Posillipo, il cui borgo organizza una processione in suo onore ogni giugno (la data varia ogni anno), nella quale viene portato alla vista dei fedeli il sopracitato busto.
Nelle viscere dell'edificio sono state riscontrate tracce dell'antica fabbrica. Il tempio costituisce una testimonianza del periodo medievale a Napoli.